# Lock All the Doors
«Lock All the Doors» es una canción de la banda de rock inglesa Noel Gallagher's High Flying Birds publicada en su segundo álbum de estudio, Chasing Yesterday. A finales de agosto de 2015, la canción se publicó como el cuarto sencillo de ese álbum.
Noel dijo que esta canción le llevó alrededor de 23 años para acabarla. Apareció originalmente en una maqueta de Oasis de 1992.

## Vídeo musical
El videoclip fue publicado el 13 de julio de 2015 a través del canal oficial Vevo del artista. Rodado en mayo de 2015 durante la etapa de gira de promoción de Chasing Yesterday a lo largo de la Costa Oeste americana, el clip alterna extractos de un concierto en vivo de la canción y varias escenas en el backstage de los conciertos. En ella aparecen todos los miembros de la banda liderada por Noel Gallagher (el bajista Russell Pritchard, el guitarrista Tim Smith, el batería Jeremy Stacey y el teclista Mikey Rowe), así como algunos miembros de la banda y muchos aficionados.

## Lista de canciones
Todas las canciones escritas y compuestas por Noel Gallagher. 
| N.º  | Título                                     | Duración |  |
| 1.   | «Lock All the Doors»                       | 3:41     |  |
| 2.   | «Here's a Candle (For Your Birthday Cake)» | 3:06     |  |
| 6:47 |                                            |          |  |